# Боуэн (космодром)
Космодром Боуэн (англ. Bowen Orbital Spaceport, BOS, Боуэнский орбитальный космодром), экономическая зона Эббот-Пойнт, Квинсленд, Австралия — первый космодром Австралии, получивший лицензию на орбитальные космические запуски. Владельцем и оператором космодрома является австралийская компания Gilmour Space Technologies. 
Летом 2020 года декан по научной работе Центрального университета Квинсленда профессор Стивен Мур предложил использовать экономическую зону Эббот-Пойнт для создания коммерческого комплекса для запуска спутников. Он предложил название англ. Launch Whitsunday.
20 мая 2021 года правительство штата Квинсленд опубликовало заявление для СМИ «Квинсленд на траектории космического запуска», в котором Заместитель премьер-министра и министр государственного развития Стивен Майлз сообщил о переговорах с австралийской компанией Gilmour Space Technologies о размещении на территории порта Эббот-Пойнт стартового комплекса для запуска космической ракеты-носителя сверхлёгкого класса, разрабатываемого компанией.
В декабре 2021 года Gilmour Space Technologies подписала «Соглашение об управлении культурным наследием» с англ. Juru Traditional Owners at Bowen — представителями народа коренного народа джуру. В марте 2022 года Gilmour Space Technologies получила грант Австралийского департамента промышленности, науки, энергетики и ресурсов на строительство и развитие инфраструктуры космодрома Боуэн. 
20 февраля 2024 года космодром Боуэн получил первую в истории Австралии лицензию на эксплуатацию космодрома. Лицензия была выдана в соответствии с Законом о космосе (запуски и возвраты), действующем с 2018 года. 4 апреля 2024 года состоялось торжественное открытие космодрома Боуэн. Космодром Боуэн стал первым национальным космодромом Австралии для запуска ракеты-носителя, разработанного в Австралии. Ранее в Австралии эксплуатировался космодром Вумера, который использовался для запуска британских и американских ракет. Также космодром получил одобрение Департамента по изменению климата, энергетике, окружающей среде и водным ресурсам, разрешающее эксплуатацию космодрома в Эббот-Пойнт.
4 ноября 2024 года Gilmour Space Technologies получила лицензию на первый испытательный орбитальный пуск Eris TestFlight 1.
30 июля 2025 года состоялся первый испытательный пуск ракеты Eris 1. Она провела в воздухе менее 15 секунд, после чего начала крениться и рухнула, вызвав взрыв и столб дыма. Никто не пострадал, инфраструктура космодрома Боуэн цела.